# Collegio uninominale Lazio - 01 (2020)
Il collegio elettorale uninominale Lazio - 01 è un collegio elettorale uninominale della Repubblica Italiana per l'elezione del Senato della Repubblica.

## Territorio
Come previsto dalla legge n. 51 del 27 maggio 2019, il collegio è stato definito tramite decreto legislativo all'interno della circoscrizione Lazio.
È formato dal territorio dell'intera provincia di Viterbo (60 comuni), dell'intera provincia di Rieti (73 comuni) e di 36 comuni della città metropolitana di Roma capitale: Allumiere, Anguillara Sabazia, Bracciano, Campagnano di Roma, Canale Monterano, Capena, Castelnuovo di Porto, Cerveteri, Civitavecchia, Civitella San Paolo, Fiano Romano, Filacciano, Formello, Ladispoli, Magliano Romano, Manziana, Mazzano Romano, Monteflavio, Montelibretti, Monterotondo, Montorio Romano, Moricone, Morlupo, Nazzano, Nerola, Palombara Sabina, Ponzano Romano, Riano, Rignano Flaminio, Sacrofano, Santa Marinella, Sant'Angelo Romano, Sant'Oreste, Tolfa, Torrita Tiberina e Trevignano Romano.
Il collegio è parte del Collegio plurinominale Lazio - 02.

## Eletti
| Elezione | Elezione | Deputato        | Partito |
| -------- | -------- | --------------- | ------- |
|          | 2022     | Claudio Durigon | Lega    |

## Dati elettorali

### XIX legislatura
Come previsto dalla legge elettorale, 74 senatori sono eletti con sistema a maggioranza relativa in altrettanti collegi uninominali a turno unico.
| Candidati                                 | Candidati                 | Voti    | %     | Liste                                 | Voti    | %     |
| ----------------------------------------- | ------------------------- | ------- | ----- | ------------------------------------- | ------- | ----- |
|                                           | Claudio Durigon ✔️ Eletto | 216 942 | 52,03 | Fratelli d'Italia                     | 152 517 | 36,58 |
| Forza Italia                              | Claudio Durigon ✔️ Eletto | 216 942 | 52,03 | 31 603                                | 7,58    |       |
| Lega per Salvini Premier                  | Claudio Durigon ✔️ Eletto | 216 942 | 52,03 | 31 115                                | 7,46    |       |
| Noi moderati/Lupi - Toti - Brugnaro - UDC | Claudio Durigon ✔️ Eletto | 216 942 | 52,03 | 1 707                                 | 0,41    |       |
|                                           | Alessandro Mazzoli        | 90 040  | 21,59 | Partito Democratico-IDP               | 65 851  | 15,79 |
| Alleanza Verdi e Sinistra                 | Alessandro Mazzoli        | 90 040  | 21,59 | 12 275                                | 2,94    |       |
| +Europa                                   | Alessandro Mazzoli        | 90 040  | 21,59 | 9 538                                 | 2,29    |       |
| Impegno Civico - Centro Democratico       | Alessandro Mazzoli        | 90 040  | 21,59 | 2 376                                 | 0,57    |       |
|                                           | Massimo Erbetti           | 57 626  | 13,82 | Movimento 5 Stelle                    | 57 626  | 13,82 |
|                                           | Alessandro Sterpa         | 24 877  | 5,97  | Azione - Italia Viva - Calenda        | 24 877  | 5,97  |
|                                           | Paolo Cipollone           | 8 156   | 1,96  | Italexit                              | 8 156   | 1,96  |
|                                           | Ivano Peduzzi             | 6 530   | 1,57  | Unione Popolare                       | 6 530   | 1,57  |
|                                           | Andrea Alquati            | 6 333   | 1,52  | Italia Sovrana e Popolare             | 6 333   | 1,52  |
|                                           | Arnaldo Marchetti         | 3 488   | 0,84  | Partito Comunista Italiano            | 3 488   | 0,84  |
|                                           | Ombretta Del Monte        | 2 193   | 0,53  | Vita                                  | 2 193   | 0,53  |
|                                           | Maria Rita Marinetti      | 780     | 0,19  | Alternativa per l'Italia (PdF - Exit) | 780     | 0,19  |
| Totale                                    | Totale                    | 416 965 | 100   |                                       | 416 965 | 100   |
|                                           |                           |         |       |                                       |         |       |
| Voti non validi                           | Voti non validi           | 16 940  | 3,90  |                                       |         |       |
| Votanti                                   | Votanti                   | 433 905 | 65,82 |                                       |         |       |
| Elettori                                  | Elettori                  | 659 183 |       |                                       |         |       |